# جورج هوفمان (شخصية أعمال)
جورج هوفمان (بالإنجليزية: George Huffman)‏ هو شخصية أعمال أمريكي، ولد في 6 سبتمبر 1862 في دايتون في الولايات المتحدة، وتوفي في 31 ديسمبر 1897.